# Manfred Bukofzer
Manfred Bukofzer (né le 27 mars 1910, mort le 7 décembre 1955) est un musicologue et un humaniste germano-américain. 

## Biographie
Il fait ses études à l'université de Heidelberg et au conservatoire Stern à Berlin avec Friedrich Blume (musicologie) et Paul Hindemith (composition) ainsi qu'avec Michael Taube, mais il quitte l'Allemagne en 1933, se rendant à Bâle pour y passer son doctorat (1936 : Geschichte des englischen Diskants und des Fauxbourdons nach den theoretischen Quellen), avec Jacques Handschin. En 1939, il s'installe aux États-Unis et devient citoyen américain en 1945. Après avoir enseigné à Cleveland (Western Reserve University, 1940–1941), il enseigne à l'Université de Californie à Berkeley de 1941 jusqu'à sa mort,.
Bukofzer est reconnu comme un historien spécialiste de la musique ancienne – Studies in Medieval & Renaissance Music (1950) – notamment la musique baroque. Son ouvrage Music in the Baroque Era (traduit en français sous le titre La musique baroque) reste une des références essentielles sur ce sujet, bien que certains historiens de la musique aient critiqué le "germano-centrisme" trop prononcé de ses travaux. En effet, Bukofzer minimise l'importance de l'origine italienne de l'opéra lorsque ce style musical connut son essor au XVIIe siècle. 
En outre, Bukofzer était aussi un spécialiste de la musique anglaise et un théoricien de la musique de la période XIVe siècle-XVIe siècle. Il s'intéressa aussi au jazz (son premier article à 19 ans) et à l'ethnomusicologie.
Parmi ses étudiants les plus importants, figure Leonard Ratner.
Bukofzer meurt d'un cancer en 1955.
Les archives Bukofzer, qui contiennent des transcriptions et des notes non publiées sont conservées à la bibliothèque de l'Université de Californie (Music Library).

## Ouvrages et articles
- (de) Soziologie des Jazz, dans Melos, viii, 1929, p. 387–391 lire en ligne
- (de) Zur Interpretation des Fauxbourdon-Begriffs, dans Mitteilungen der Schweizerischer musikforschenden Gesellschaft, 2, 1935, p. 61–73
- (de) Geschichte des englischen Diskants und des Fauxbourdons nach den theoretischen Quellen, Thèse de doctorat, Université de Bale, 1936 ; Strasbourg, 1936
- (en) The First Motet with English Words, Music and Letters, xvii, New York, 1936, p. 225–233
- (en) John Dunstable and the Music of his Time, dans Proceedings of the Musical Association, lxv, 1938–1939, p. 19–43. lire en ligne
- (en) Music in the baroque era : from Monteverdi to Bach, New York, W. W. Norton & Co, 1947, 489 p. (ISBN 0-393-09745-5, lire en ligne)
  - Manfred Bukofzer (trad. de l'anglais par Claude Chauvel, Dennis Collins, Frank Langlois et Nicole Wild), La musique baroque : 1600-1750 de Monteverdi à Bach [« Music in the baroque era »], Paris, Éditions Jean-Claude Lattès, coll. « Musiques et musiciens », 1988, 485 p. (ISBN 2-266-03623-8, OCLC 19357552, BNF 35009151)
- The Place of Musicology in American Institutions of Higher Learning, New York, 1957 lire en ligne [PDF]

### Éditeur
- Giovanni Coperario, Rules How to Compose [c.1610], Los Angeles, 1952. Fac-simile avec introduction lire en ligne
- John Dunstable, Œuvres complètes, Musica Britannica, viii, 1953